# Gregor Schnitzler
Gregor Schnitzler (*Berlín, 1964), actor y cineasta alemán.
Hijo de Konrad Schnitzler, estudió la carrera de ciencias sociales y de la ciencias de la comunicación en la Universidad de artes de Berlín. Después trabajó como fotógrafo. Entre 1990 y 1997 dirigió varios comerciales y videos para la televisión.
En 1994 trabajó en ocho capítulos de la serie "En el nombre de la ley" de la cadena RTL.
Junto con Eleni Ampelakiotou hizo varios cortometrajes, como "The Windows" (1991), declarada de especial valor y medalla de plata en el Festival de cine de Nueva York, y "Sunday" (1992). Sus largometrajes más conocidos son ¿Qué hacer en caso de incendio? y La nube (Die Wolke 2006), película basada en la novela de Gudrun Pausewang.

## Filmografía
- 2022 Auris
- 2021 La escuela de animales mágicos
- 2019 Bella Germania (miniserie de TV)
- 2019 Bauhaus
- 2014 La sonrisa de las mujeres
- 2008-2017 En el lugar del crimen (Serie de TV)
- 2007 Heat wave
- 2006 I am an island
- 2005 La nube (Die Wolke)
- 2004 Double deployment - The curse of Fire
- 2002 Soloalbum
- 2000 Qué hacer en caso de incendio
- 1999 Finnlandia, Co-Regie: Eleni Ampelakiotou
- 1999 Balko - dangerous fatherhood
- 1998 Team Berlin - Lethal Wind
- 1997 Team Berlin - Corporate baptism of fire
- 1994-98 On behalf of the Act, 8 consequences
- 1992 Sundays, short film, written and directed by Eleni Ampelakiotou
- 1991 Buch und Regie mit Eleni Ampelakiotou